# بيت مسحقة (الرجم)

تعديل مصدري - تعديل

بيت مسحقة هي إحدى قرى عزلة بني اسعد بمديرية الرجم التابعة لمحافظة المحويت، بلغ تعداد سكانها 227 نسمة حسب تعداد اليمن لعام 2004.